# Список памятников Нижнего Тагила

Список памятников Нижнего Тагила - перечень  памятников (не включая памятников архитектуры и археологии), находящихся в общедоступных местах на территории города Нижнего Тагила и в непосредственной близости к нему, установленных с целью увековечения памяти людей, исторических событий и прочее.
В списке представлены памятники, бюсты, скульптурные группы, увековечивающие память о людях и событиях страны и города Нижнего Тагила. Указываются авторы,  год открытия, местонахождение,  краткое описание и по возможности фотография.

## Памятники, бюсты
| Название                                    | Местонахождение                                                      | Год открытия | Авторы                                                      | Краткое описание | Фото |
| ------------------------------------------- | -------------------------------------------------------------------- | ------------ | ----------------------------------------------------------- | --- | ---- |
| Памятник В.И. Ленину (Ленин на Земном шаре) | Сквер Рабочей молодёжи на стыке проспекта Ленина и улицы Островского | 1925         | автор проекта А. И. Фролов, скульптор В. В. Козлов          | Открыт 7 ноября 1925 года, через полтора года после смерти В. И. Ленина. |      |
| Бюст А. П. Бондину                          | ЦПКиО им. Бондина                                                    | 1947         | скульптор М. П. Крамской                                    | Памятник Алексею Петровичу Бондину — уральскому писателю, драматургу. В своих произведениях он описывал жизнь и судьбы рабочих Горнозаводского поселка и города Нижнего Тагила. |      |
| Памятник Черепановым                        | Театральная площадь                                                  | 1956         | скульптор А. С. Кондратьев, архитектор А. В. Сотников       | Памятник русским изобретателям и машиностроителям и конструкторам первого паровоза в Российской империи, отцу и сыну Черепановым — Ефиму Алексеевичу и Мирону Ефимовичу. |      |
| Памятник рабкору Г. С. Быкову               | Ленинский район, микрорайон Выя, ул. Быкова, д. 18                   | 1977         | скульптор В. М. Ушаков                                      | Посвящён тагильчанину Григорию Быкову (1906—1395), рабочему, который с 1930-х годов начал писать материалы для городской газеты «Тагильский рабочий» в качестве рабкора — нештатного корреспондента из рабочей среды. Быков был убит апреле 1935 года рядом с со своим домом. В том же году ул. Плетёная была переименована в честь Г. С. Быкова. Памятник открыт в 1977 году накануне Дня шахтёра на месте, где стоял дом Быкова.[ |      |
| Памятник «Молодость Страны Советов»         | Проспект Ленина, площадь Молодёжи, перед кинотеатром «Современник»   | 1981         | скульптор А. Г. Неверов, архитектор В. И. Солтыс            | Памятник посвящён первым комсомольцам Нижнего Тагила, участникам гражданской войны 1917-1923 годов. Открыт 29 октября 1981 года в 63-ю годовщину создания ВЛКСМ |      |
| Бюст А. Н. Демидова                         | ул. Огаркова, Комсомольский сквер                                    | 2007         | скульптор О. В. Подольский, архитектор М. В. Подольский     | Памятник Николаю Никитичу Демидову — горнозаводчику, представителю династии Демидовых. Создан по инициативе Юрия Мелентьева, министра культуры РСФСР в 1974—1990 годах, и мэра Нижнего Тагила в 1995—2008 годах Николая Диденко. Открыт 8 октября 2007 года, кода отмечалось 285-летие города. |      |
| Памятник И. В. Окуневу                      | Парк культуры им. Окунева                                            | 2011         | скульптор И. Я. Боголюбов                                   | Бюст И. В. Окуневу — директору Уралвагонзавода в 1949—1968 годах. Открыт 7 сентября 2011 года. |      |
| Городская скульптура «Петр и Феврония»      | на горе-шихане Красный Камень                                        | 2010         | скульпторы А. И. Иванов, А. П. Барахвостов и А. И. Мартынов | Скульптура изображает православных святых Петра и Февронию Муромских. Открыт 8 июля 2010 года день Петра и Февронии, отмечаемый Русской православной церкви день памяти святых. |      |

## Памятники и мемориалы Великой Отечественной войны
- Памятник горнякам горы Высокой, погибшим в годы Великой Отечественной войны (1965) ул.Фрунзе, 32 (площадь горняков на перекрестке улиц Фрунзе и Черных);
- Памятная доска на здании, из которого ушли на фронт воины Уральского добровольческого танкового корпуса (1960-е) пр.Ленина, 19;
- Памятная доска на здании, из которого добровольно уходили на фронт женщины-тагильчанки (1960-е) ул.К.Маркса, 37;
- Памятная доска воинам – спортсменам, погибшим в Великой Отечественной войне (1960-e) пр.Мира, 42, стадион "Юность";
- Мемориальный комплекс Площадь Славы (1968) пр.Ленинградский, Площадь Славы;
- Памятник сотрудникам Коксохимпроизводства, погибшим в годы Великой Отечественной войны (1968) Восточное шоссе;
- Мемориал трудовой и боевой славы металлургов (1970) ул.Металлургов, Парк культуры НТМК;
- Памятная доска сотрудникам милиции, павшим в боях за Родину (1970) ул.К.Маркса, 49;
- Памятная доска о формировании самоходного артиллерийского полка Уральского добровольческого танкового корпуса (начало 1970) ул. Фрунзе, 39, ДК «Юбилейный»;
- Памятная доска на улице Героя Советского Союза С.А. Черных (1970-e) ул.Черных, 34;
- Мемориальная доска на ул. Героя Советского Союза В.А. Верескова (1970-e) ул.Верескова, 55,56;
- Памятник работникам Высокогорского механического завода, погибшим в годы Великой Отечественной войны (1971) ул. Выйская, 70 (площадь перед зданием бывшего заводоуправления «Высокогорского механического завода»;
- Памятник сотрудникам Института испытания металлов, погибшим в годы Великой Отечественной войны (1975) п. Старатель, ул. Гагарина;
- Памятник сотрудникам завода «Пластмасс» (ООО «Планта»), погибшим в годы Великой Отечественной войны (1975) возле музея истории завода «Уралхимпласт»;
- Памятный знак ученикам и учителям школы № 9, погибшим в годы Великой Отечественной войны (1975) ул.Ильича, 12, Школа № 9;
- Памятник горнякам рудника им. III Интернационала, погибшим в годы Великой Отечественной войны (1976) ул. Ульяновская;
- Памятник железнодорожникам, погибшим в годы Великой Отечественной войны (1979) пр. Ленина – ул. Садовая;
- Памятник боевой и трудовой славы строителей Треста - 88 (1980) ул.Энтузиастов, здание администрации Дзержинскогой района;
- Памятная доска на здании, в котором во время Великой Отечественной войны располагался госпиталь № 3741 (1980-e) пр.Ленина, 67;
- Мемориал Воинской Славы Нижнего Тагила (1985) на территории центрального Рогожинского кладбища;
- Памятник тагильчанам — Героям Советского Союза и кавалерам Ордена Славы (2010) ул.Победы, 35.

## Мемориалы и памятники в честь погибших в различных войнах и катастрофах
- Памятник воинам-тагильчанам, погибшим в локальных войнах планеты «Брод в неизвестность» на набережной Тагильского пруда;
- Мемориал «Курган Памяти» (в честь погибших тагильчан в Гражданской войне 1917 года) на Вагонке;
- Памятник бойцам Красной Армии Нижнего Тагила на Красном Камне;
- Памятник жертвам сталинских репрессий на территории Скорбященского монастыря;
- Памятник тагильчанам — участникам ликвидации последствий катастрофы на Чернобыльской атомной электростанции (2009) сквер за дворцом культуры "Юбилейный" (ул.Фрунзе, 39);
- Памятник в честь погибших сотрудников полиции в сквере на улице Островского;
- Памятник тагильчанам, погибшим 9 мая 1993 года в Театральном сквере;
- Памятник чешским легионерам на территории Скорбященского монастыря.

## Памятники строителям и рабочим Нижнего Тагила
- Памятник металлургам Нижнего Тагила возле Лисьей горы
- Памятник основателям Нижнего Тагила на площади Рабочей Молодёжи перед Горсоветом;
- Памятник строителям Нижнего Тагила на площади Строителей возле ДК ГДМ;
- Памятник танкистам и танкостроителям на Вагонке;
- Памятник строителям Вагонки перед администрацией Дзержинского района;
- Памятник строителям Рудника III Интернационала в сквере перед ДК Национальных Культур;
- Памятник горняку возле Горно-Металлургического колледжа;
- Памятник горняку на смотровой площадке горы Высокой, на территории музея-выставки под открытым небом «Евраз ВГОК».

## Памятники технике
| Изображение | Название                           | Дата открытия | Авторы | Местонахождение                                                     | Описание |
| ----------- | ---------------------------------- | ------------- | ------ | ------------------------------------------------------------------- | --- |
|             | Памятник первому русскому паровозу | 1948          |        | возле Историко-краеведческого музея 57°54′20″ с. ш. 59°57′06″ в. д. | Макет первого паровоза Черепановых. Ефим Алексеевич и Мирон Ефимович Черепановы построили первый паровоз в 1834 году, он имел мощность в три тонны. А через год, в 1835 году изобретатели построили более мощный паровоз, грузоподъемностью уже в шестнадцать тонн. Копия первого паровоза находится в одном из залов историко-краеведческого музея, а макет второго – перед входом в музей. Макет черепановского паровоза в натуральную величину выполнен по чертежам инженера Рафаила Рафаиловича Тонкова в 1948 году. |
|             | Памятник первому русскому паровозу |               |        | возле дома-музея Черепановых                                        | |
|             | Памятник первому русскому паровозу |               |        | возле депо на станции Нижний Тагил                                  | |
|             | Памятник первому русскому паровозу |               |        | возле проходной «Уралвагонзавода»                                   | |
|             | Памятник первому русскому паровозу |               |        | возле депо на станции Нижний Тагил                                  | |
|             | Памятник первому русскому паровозу |               |        | возле отеля Park Inn by Radisson                                    | |

- Памятник паровозу Л-1635 между Центральным ЖД вокзалом и автовокзалом;
- Памятник паровозу 9П-504 у депо ПЖТ завода «НТМК»;
- Памятник танку Т-34 возле Историко-Краеведческого музея;
- Памятник танку Т-34 возле проходной завода «УВЗ»;
- Памятник танку Т-72 на площади Танкостроителей;
- Памятник пушкам ВОВ на площади Горняков;
- Памятник пушкам ВОВ на площади Воинской Славы;
- Памятник самолёту Су-17М2 в входа в НИИ «Нижнетагильский институт испытания металлов»;
- Памятник самолёту возле школы N3 на Руднике;
- Памятник БТРу времён Афганской войны возле центра социального обслуживания ветеранов;
- Памятник-якорь возле Демидовской дачи;
- Памятник пушке-гаубице на Вагонке.

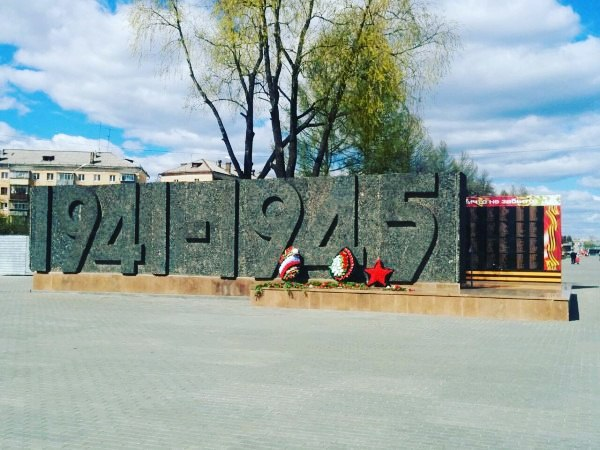
Мемориальная стена на Площади славы
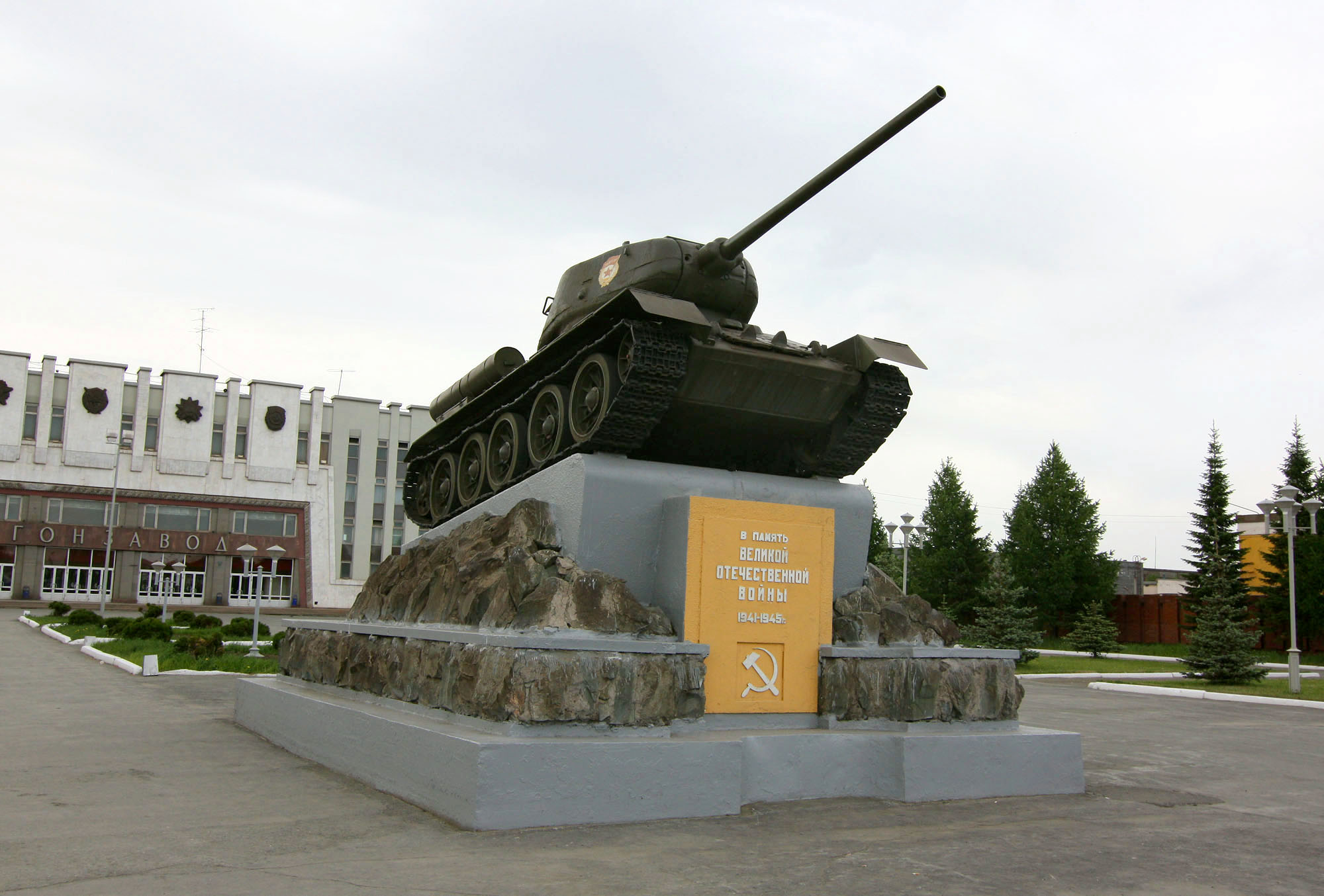
Памятник танку Т-34 у главной проходной завода УВЗ
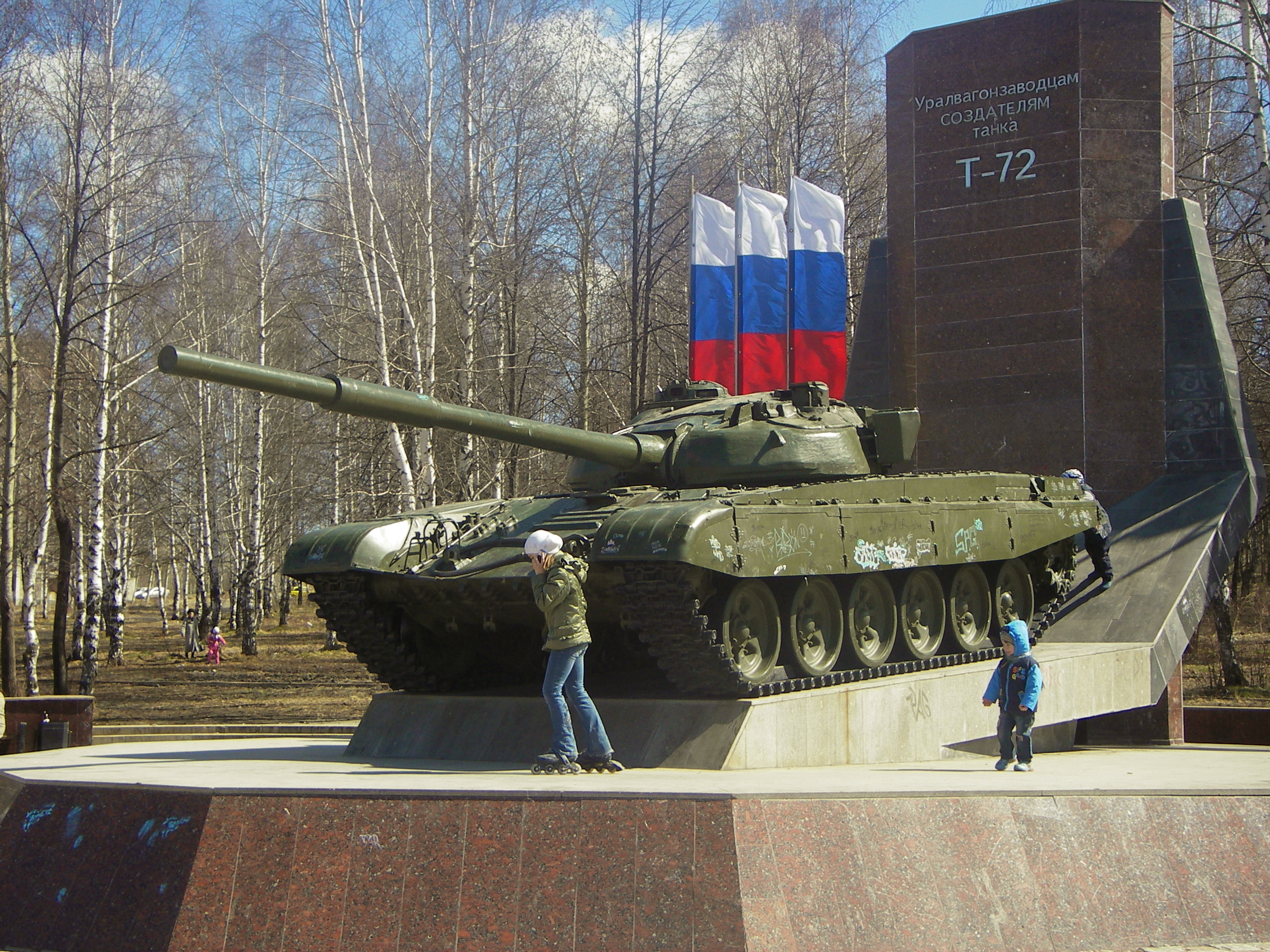
Памятник танку Т-72
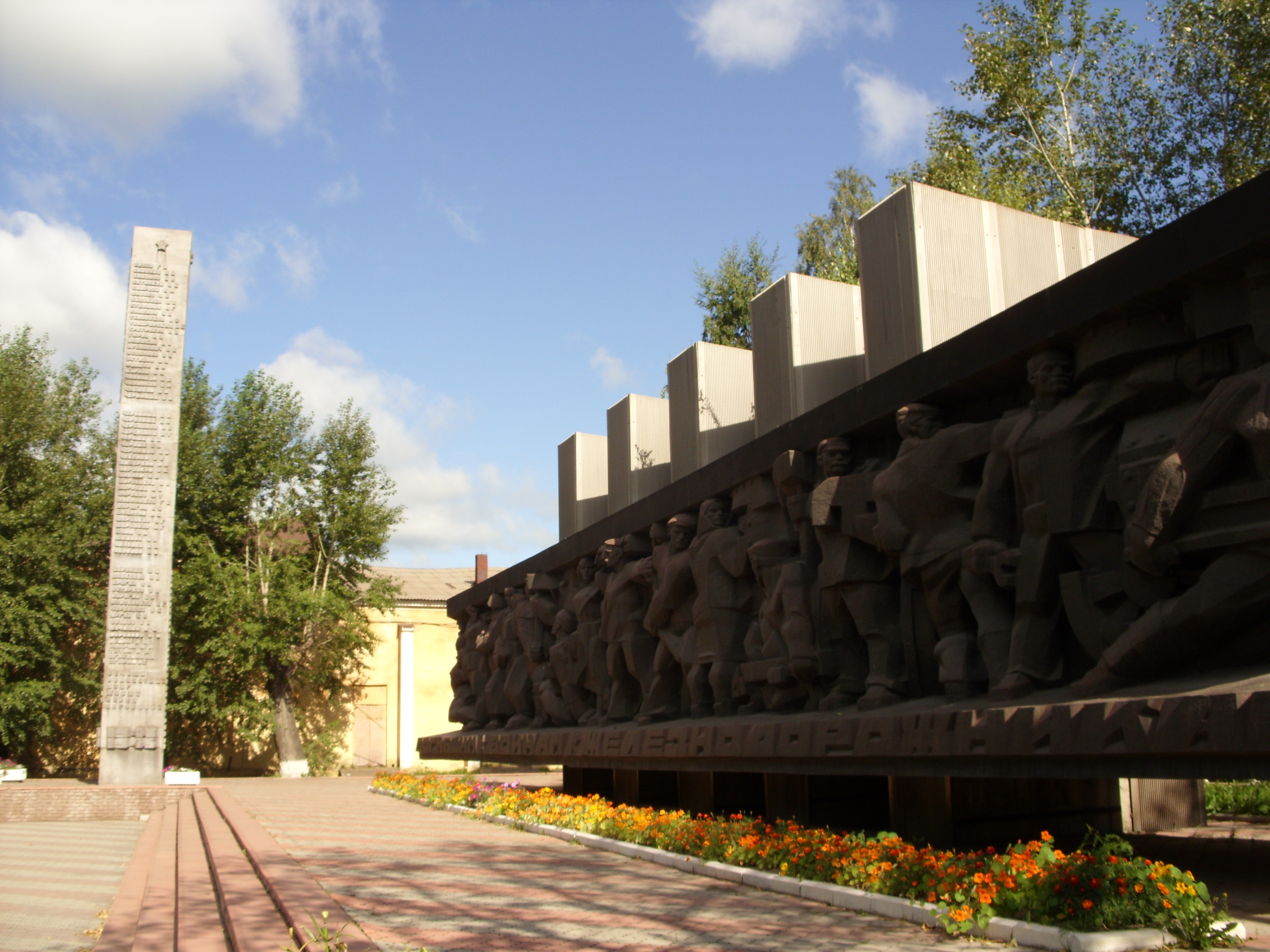
Памятник воинам-железнодорожникам
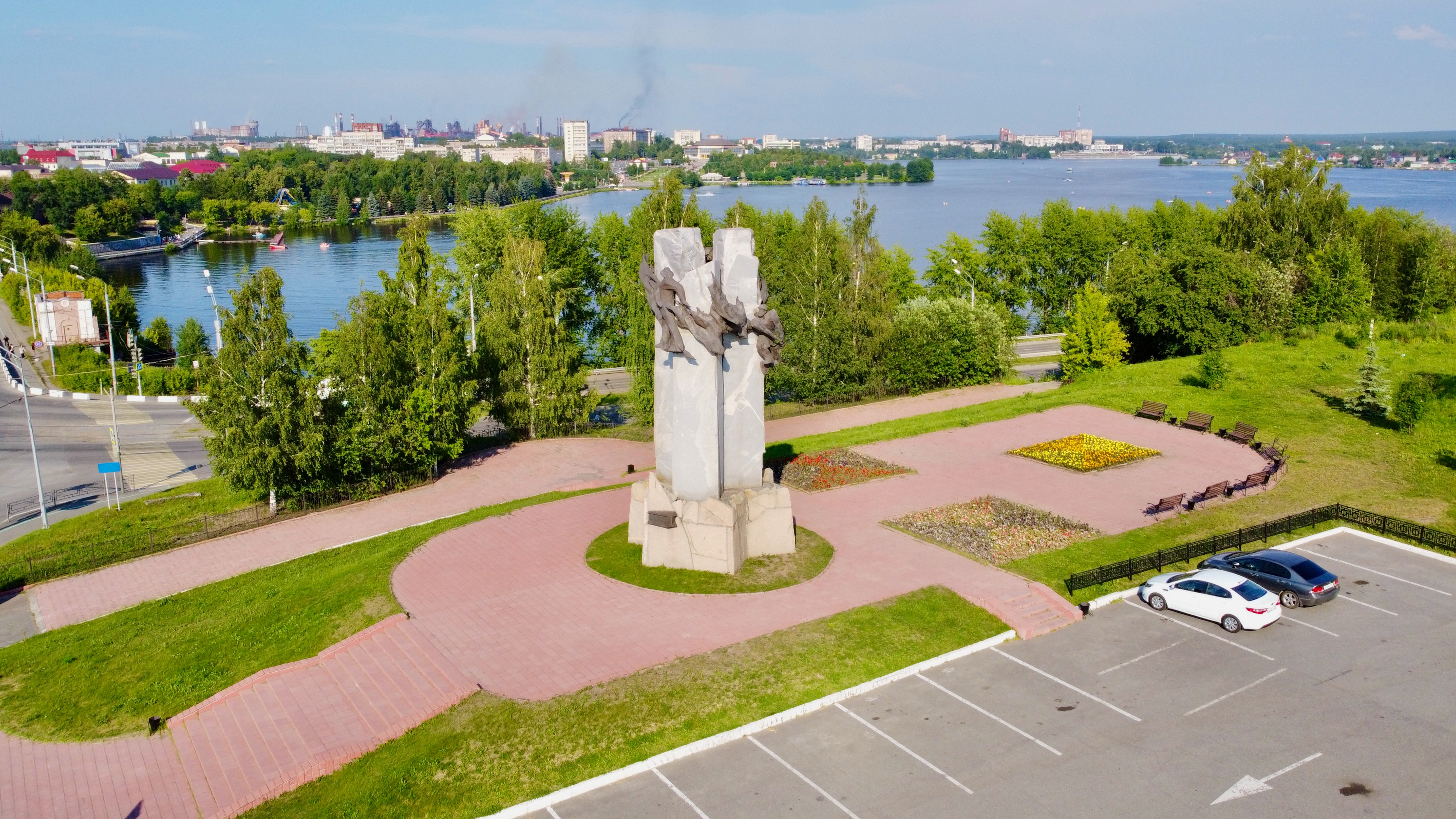
Памятник металлургам Нижнего Тагила
Памятник Брод в неизвестность
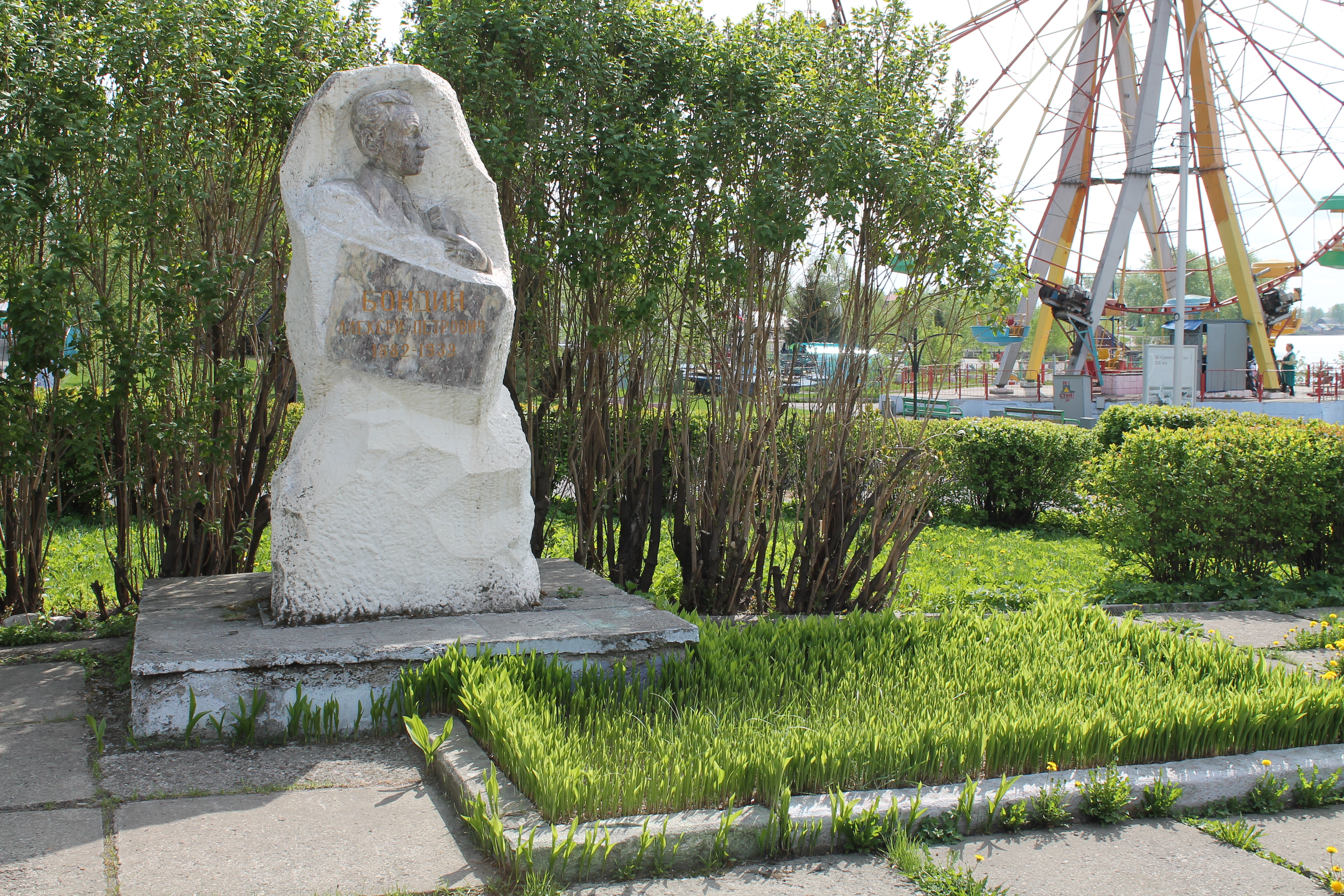
Памятник писателю А. П. Бондину на его могиле в ЦПКиО им. Бондина
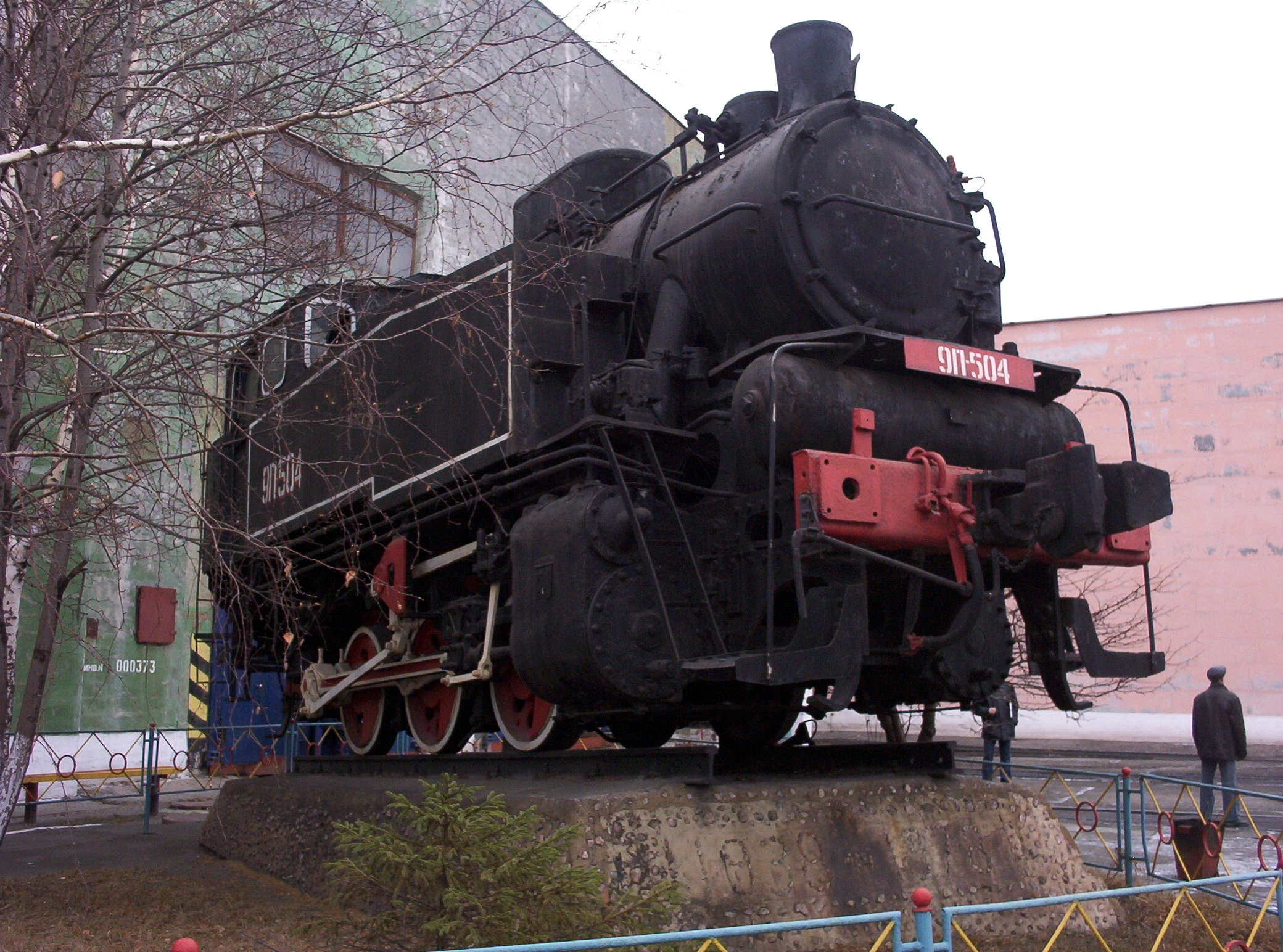
Паровоз-памятник 9П-504 у депо ПЖТ НТМК
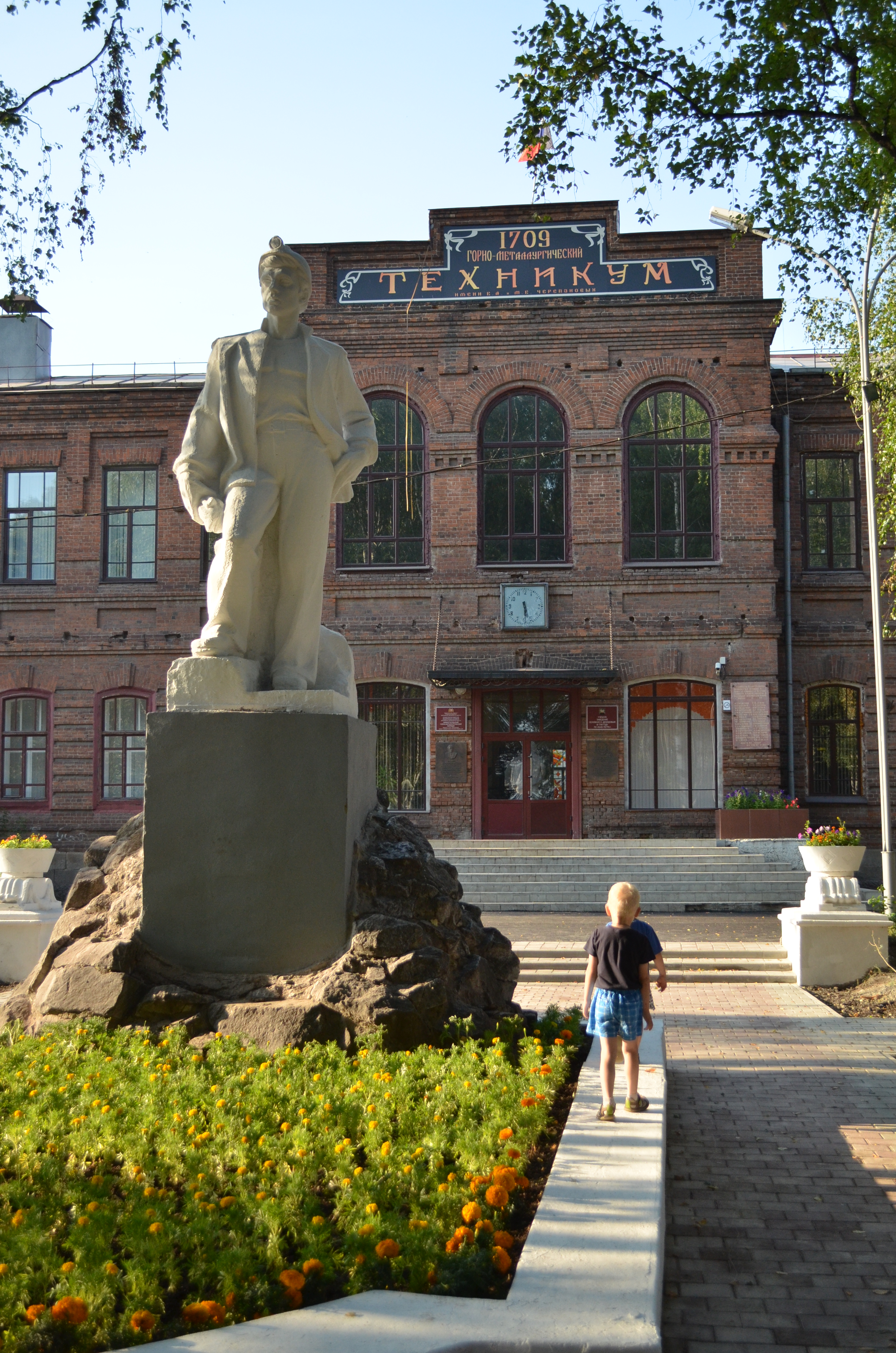
Памятник горняку у Горно-металлургического техникума
Памятник тагильчанам Героям Советского Союза и кавалерам Ордена Славы на Аллее Победы
Бюст И. В. Окунева у дворца культуры «Уралвагонзавода»